# Мар'янівка (Нововасилівська селищна громада)
Мар'я́нівка — село в Україні, у Нововасилівській селищній громаді Мелітопольського району Запорізької області. Населення складає 315 осіб (2001).

## Географія
Село Мар'янівка розташоване за 170 км від обласного центру та 67 км від районного центру, на берегах річки Шовкай, вище за течією примикає село Новоспаське, нижче за течією — село Громівка (за 1,5 км).

## Історія
Село засноване 1863 року. З 1935 року перебувало в складі Приазовського району.
12 червня 2020 року, відповідно до розпорядження Кабінету Міністрів України № 713-р «Про визначення адміністративних центрів та затвердження територій територіальних громад Запорізької області», Новоспаська сільська рада об'єднана з Нововасилівською селищною громадою.
17 липня 2020 року, в результаті адміністративно-територіальної реформи та ліквідації Приазовського району, село увійшло до складу Мелітопольського району.